# Vormsi
Vormsi es la cuarta isla en tamaño de Estonia. Se sitúa entre Hiiumaa y la península de Noarootsi en el continente, del cual está separada 3 km por el estrecho de Voosi. Su superficie es de 92 kilómetros cuadrados. Y es uno de los municipios del condado de Lääne.
Durante el verano el puerto de Sviby está comunicado mediante un ferry, que dos veces al día recorre los 12 km que separan la isla de la ciudad de Haapsalu en el continente.

## Localidades (población año 2011)
- Borrby 4
- Diby 8
- Fällarna 10
- Förby 5
- Hosby 0
- Hullo 99
- Kersleti 5
- Norrby 11
- Rälby 19
- Rumpo 23
- Saxby 4
- Söderby 2
- Suuremõisa 19
- Sviby 22

## Historia
Ya en el siglo XIII, la isla estaba habitada. La mayor parte del tiempo, estuvo ocupada por suecos estonios (en estonio, rannarootslasel) que se puede traducir como «sueco costero». La isla alcanzó los 3000 habitantes antes de la Segunda Guerra Mundial. Durante la guerra se evacuó a casi toda la población de Vormsi, así como a otros suecos que vivían en Estonia, hacia Suecia. Actualmente la isla está habitada por alrededor de 350 personas.
El nombre Vormsi es un derivado del nombre sueco «Ormsö», o el alemán «Worms» («isla serpiente»). La influencia sueca puede también encontrarse en otros nombres de lugares; aldeas como Hullo (centro administrativo), Sviby (puerto principal), Söderby, Norrby, Diby, Rälby, Borrby, Kärrslätt, Saxby, Busby, Suuremõisa (Magnushof) y Rumpo; y lagos como el Prästvik.

## Imágenes

Faro de Saxby.
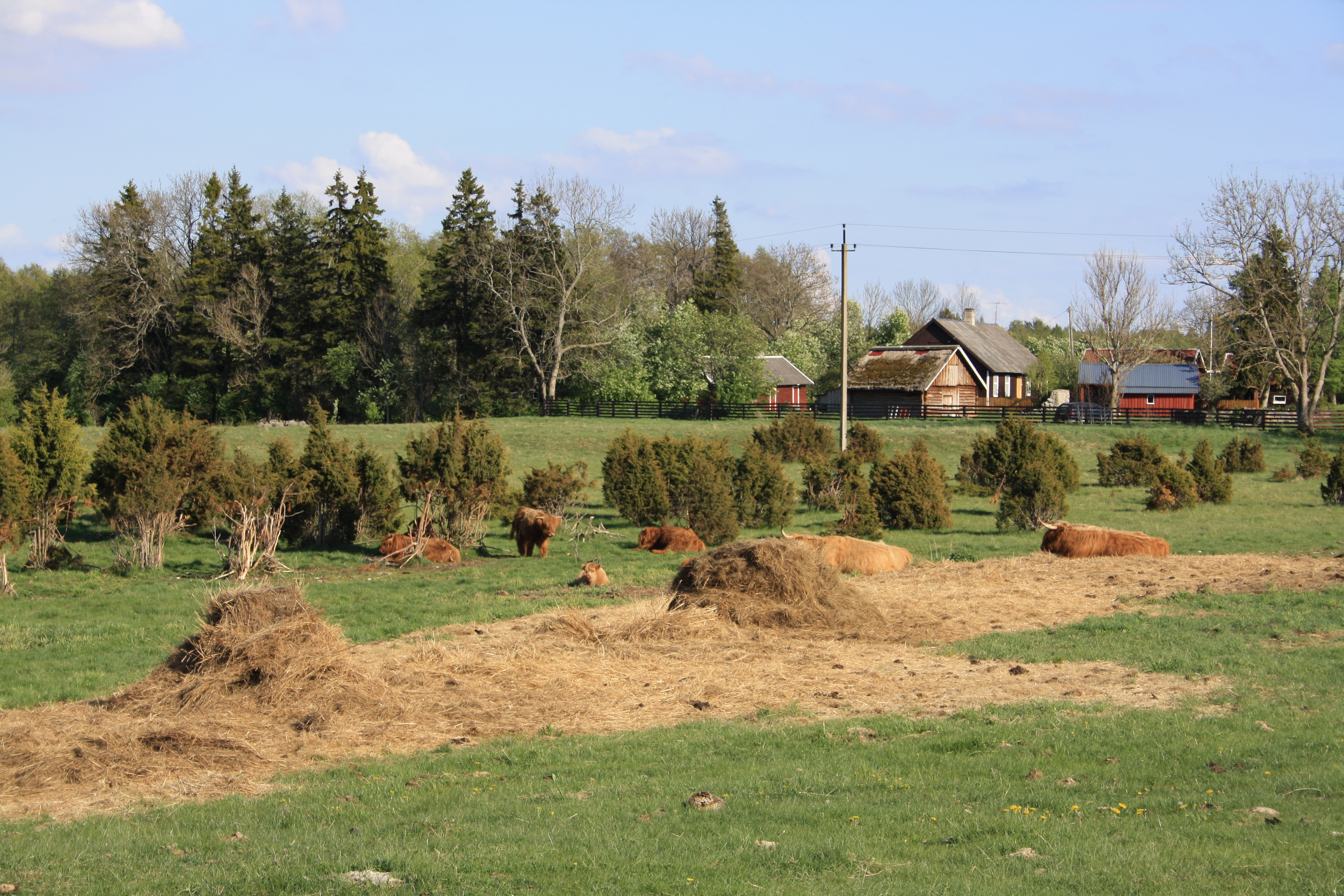
Pasto, Rälby
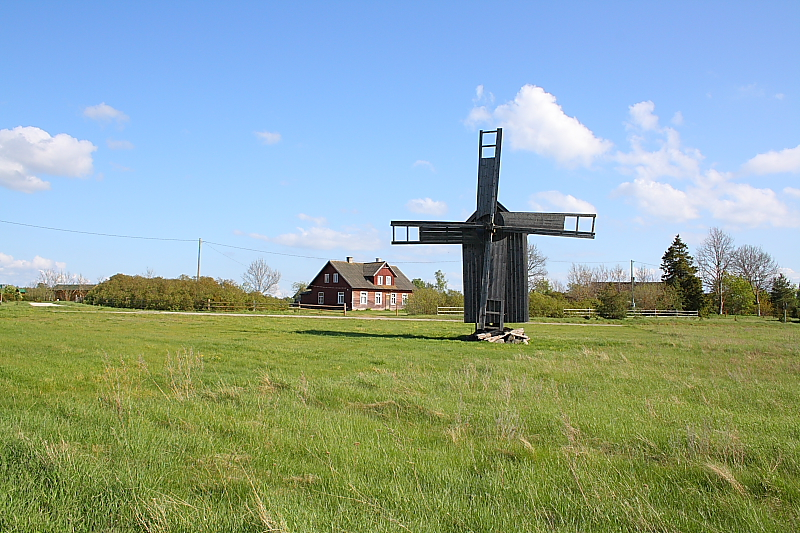
Molino de viento, Rälby
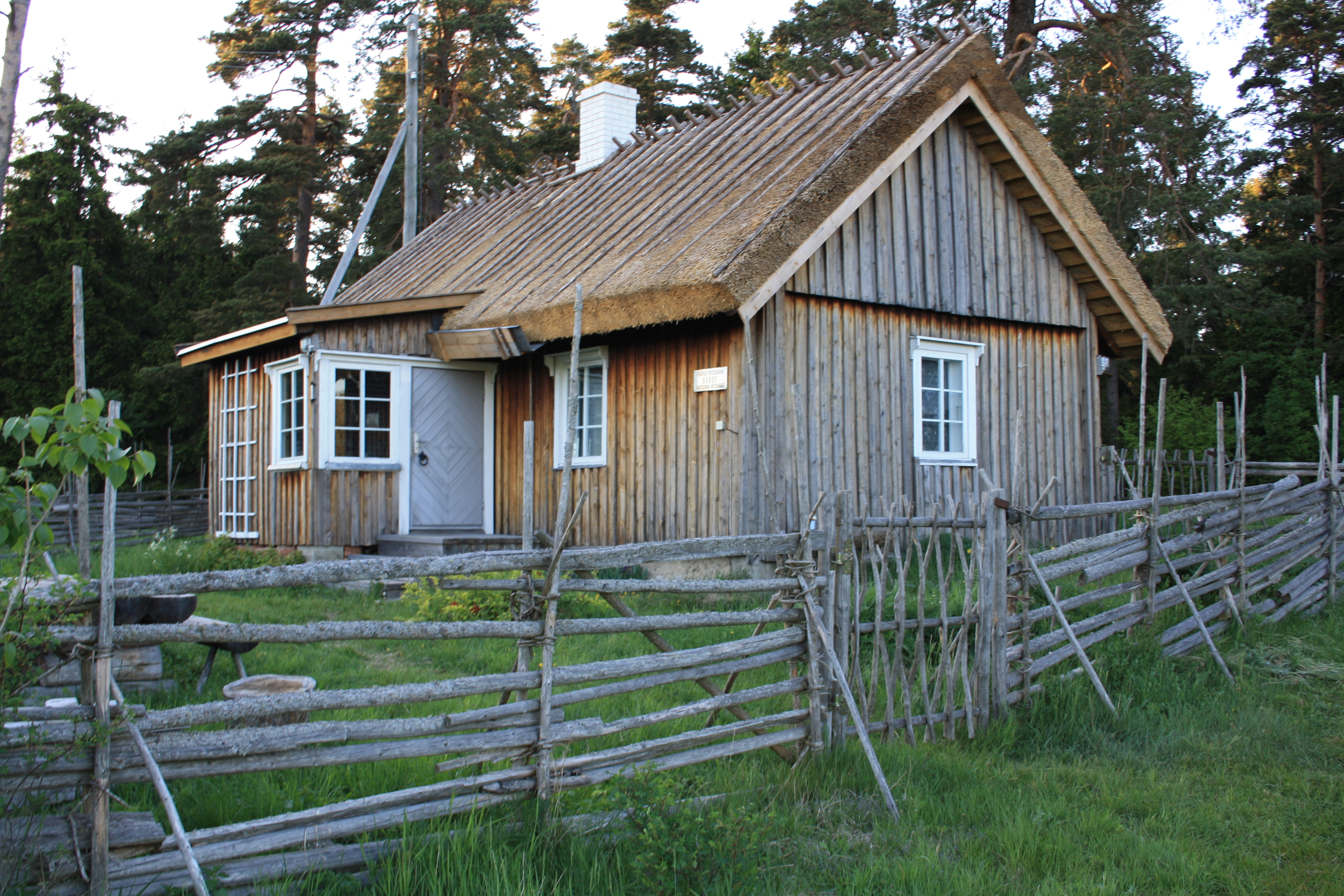
Mauor cabaña, Hullo
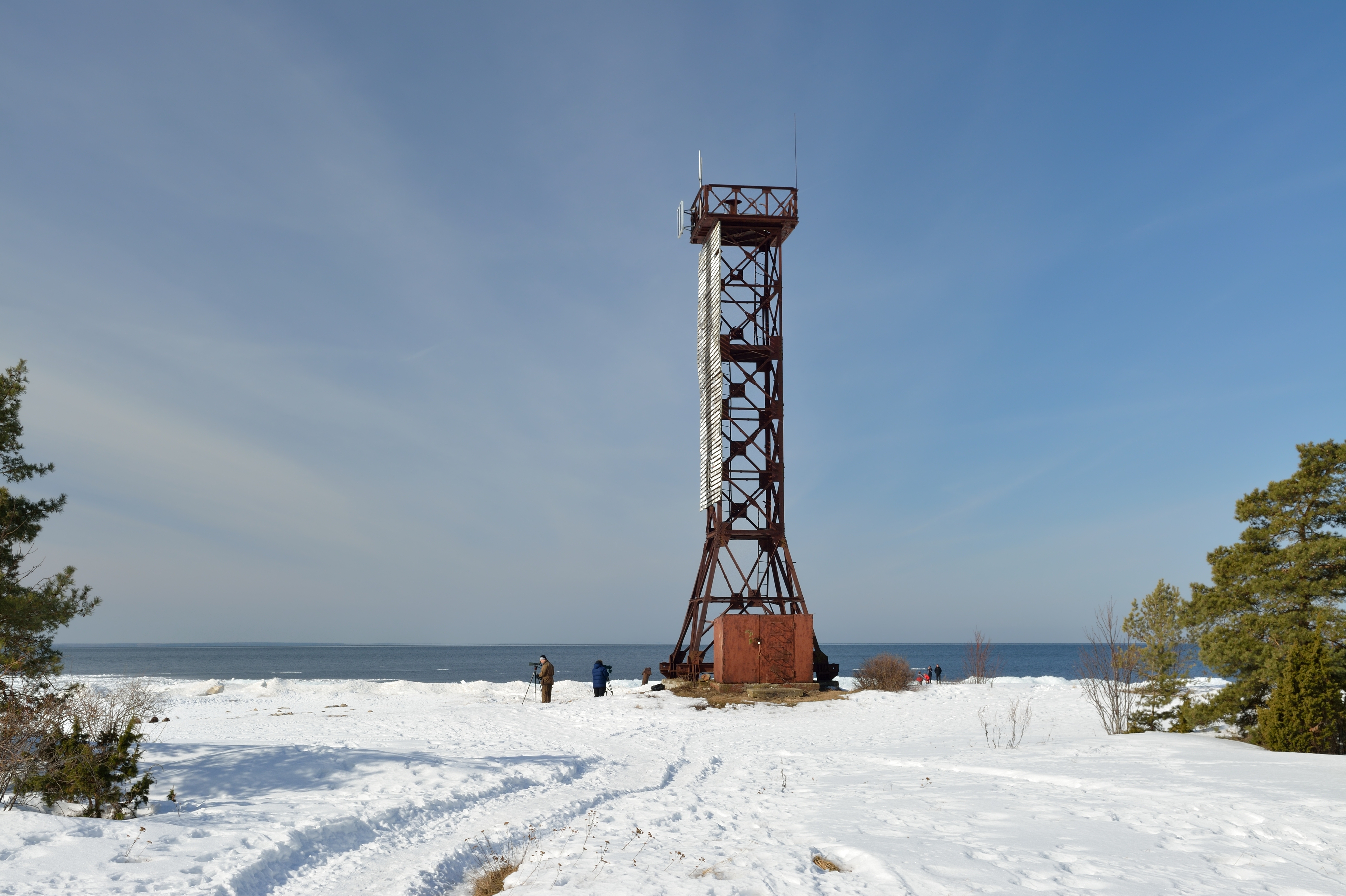